# Kale struweelroos
De kale struweelroos (Rosa dumalis, synoniemen: Rosa vosagiaca, Rosa afzeliana) is een struik, die behoort tot de rozenfamilie. Volgens sommige botanici is de kale struweelroos hetzelfde als de hondsroos, maar deze heeft witte of lichtroze bloemen, terwijl de kale struweelroos helder- tot donkerroze bloemen heeft. De kale struweelroos staat op de Nederlandse Rode lijst van planten als zeldzaam en matig in aantal afgenomen. De struik komt van nature voor in Europa en Zuidwest-Azië. Het aantal chromosomen is 2n = 35 of 42.
De gedrongen, rechtopgaande struik wordt 1-2 m hoog en vormt wortelopslag. De jonge takken hebben vaak een blauwgroene kleur. De niet met klieren bezette takken hebben lange gebogen stekels met een verbrede voet. De geurloze, onbehaarde bladeren zijn oneven geveerd met vijf tot zeven paar blaadjes. De blauwgroene, vaak glanzende blaadjes zijn 2-3,5 cm lang en 1,5-2,5 cm breed en hebben een enkel- tot meervoudig gezaagde rand met al dan niet met klieren op de tanden aan de rand. Ze zijn elliptisch en hebben een versmalde voet en een toegespitste top. De onbehaarde bladsteel en bladspil hebben vaak enkele gesteelde klieren en kleine stekeltjes. De 1-1,5 cm lange, brede, onbehaarde steunblaadjes zijn vergroeid met het steeltje en hebben een rand met klieren.
De struik bloeit van juni tot in juli met 3-5 cm grote, helder- tot donkerroze bloemen met omgekeerd hartvormige kroonbladen, die met twee tot vier bij elkaar zitten. De meestal niet met klieren bezette bloemsteel is 0,5-1,0 cm lang. De onbehaarde kelk is na de bloei opgericht en is vaak in de winter nog op de rozenbottel aanwezig. De wollig behaarde stijlen staan vrij. 
De elliptisch tot ronde, 2-3 cm lange en 1-2 cm brede, meestal niet met klieren bezette rozenbottel is rood. De rozenbottel is een vlezige bloembodem met daarin de nootjesachtige vruchten. De meestal niet met klieren bezette bottelsteel is 0,5-1 cm lang. Het stijlkanaal is 1,4-2,5 mm groot.

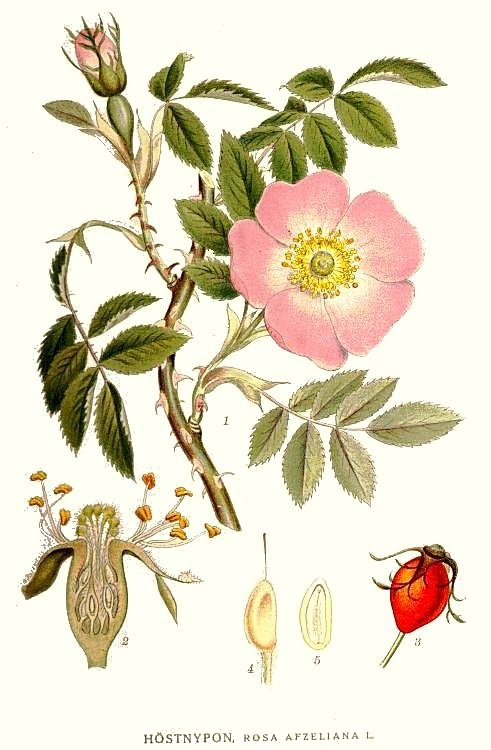
Kale struweelroos
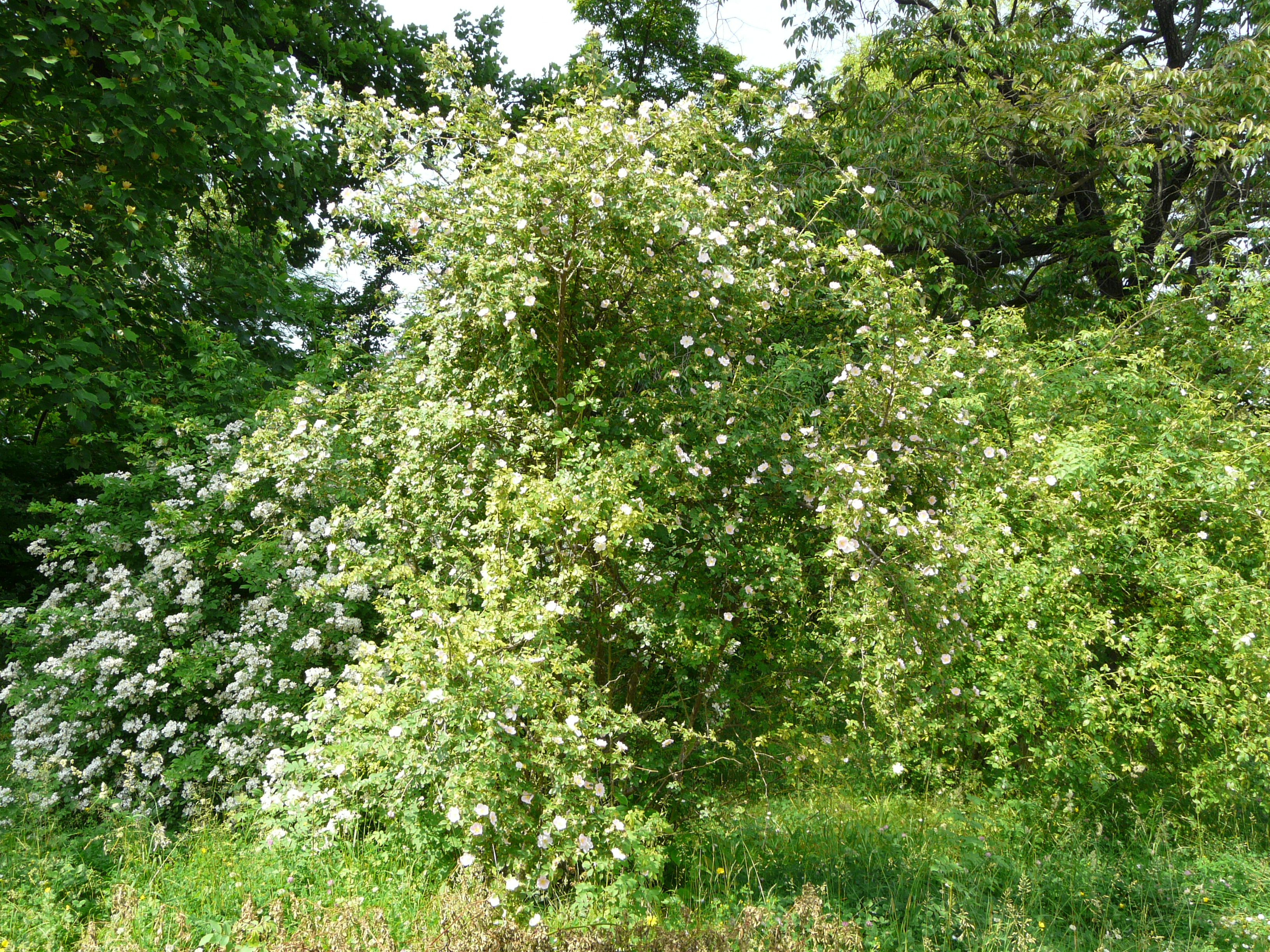
Struiken
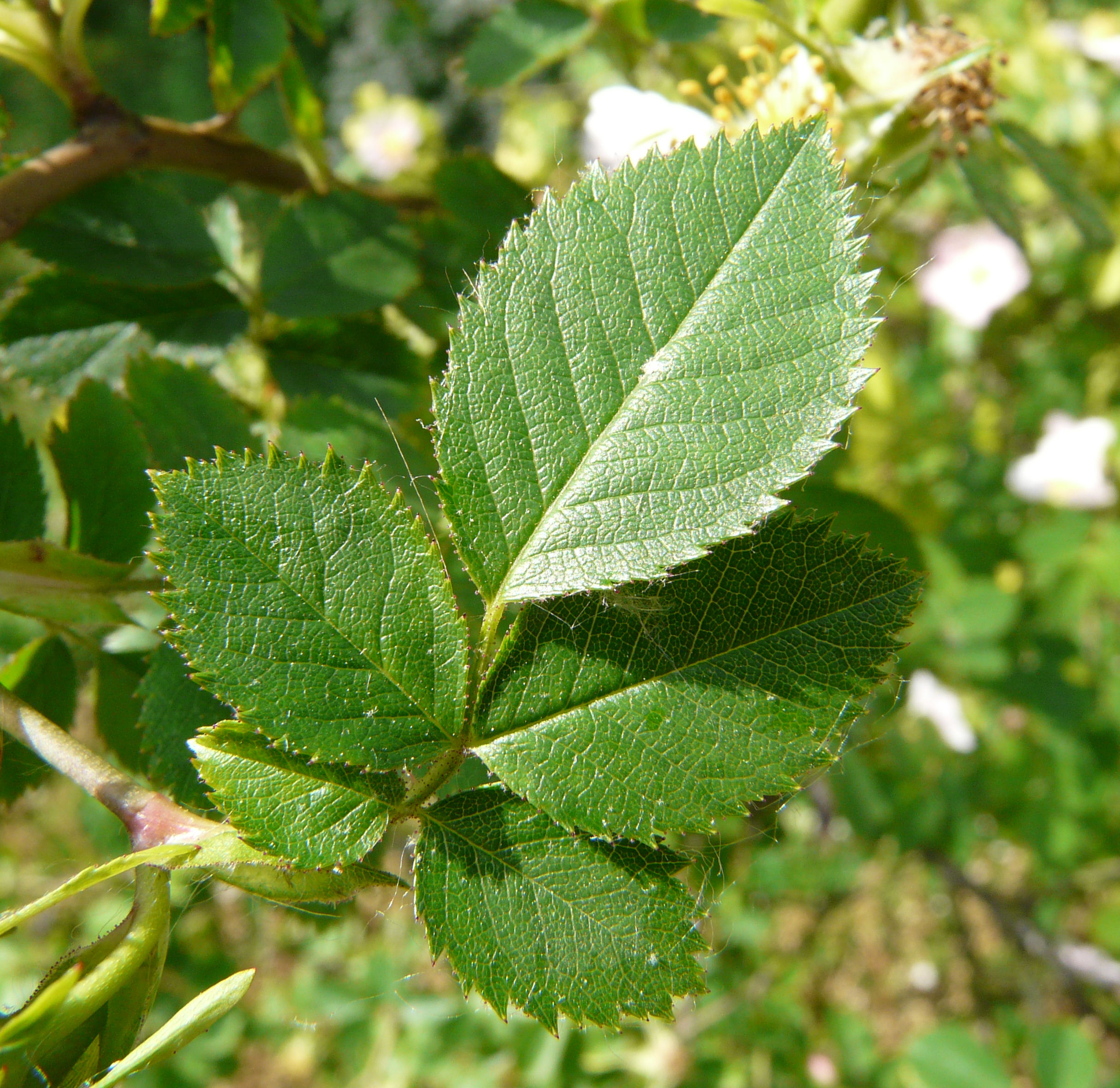
Blad
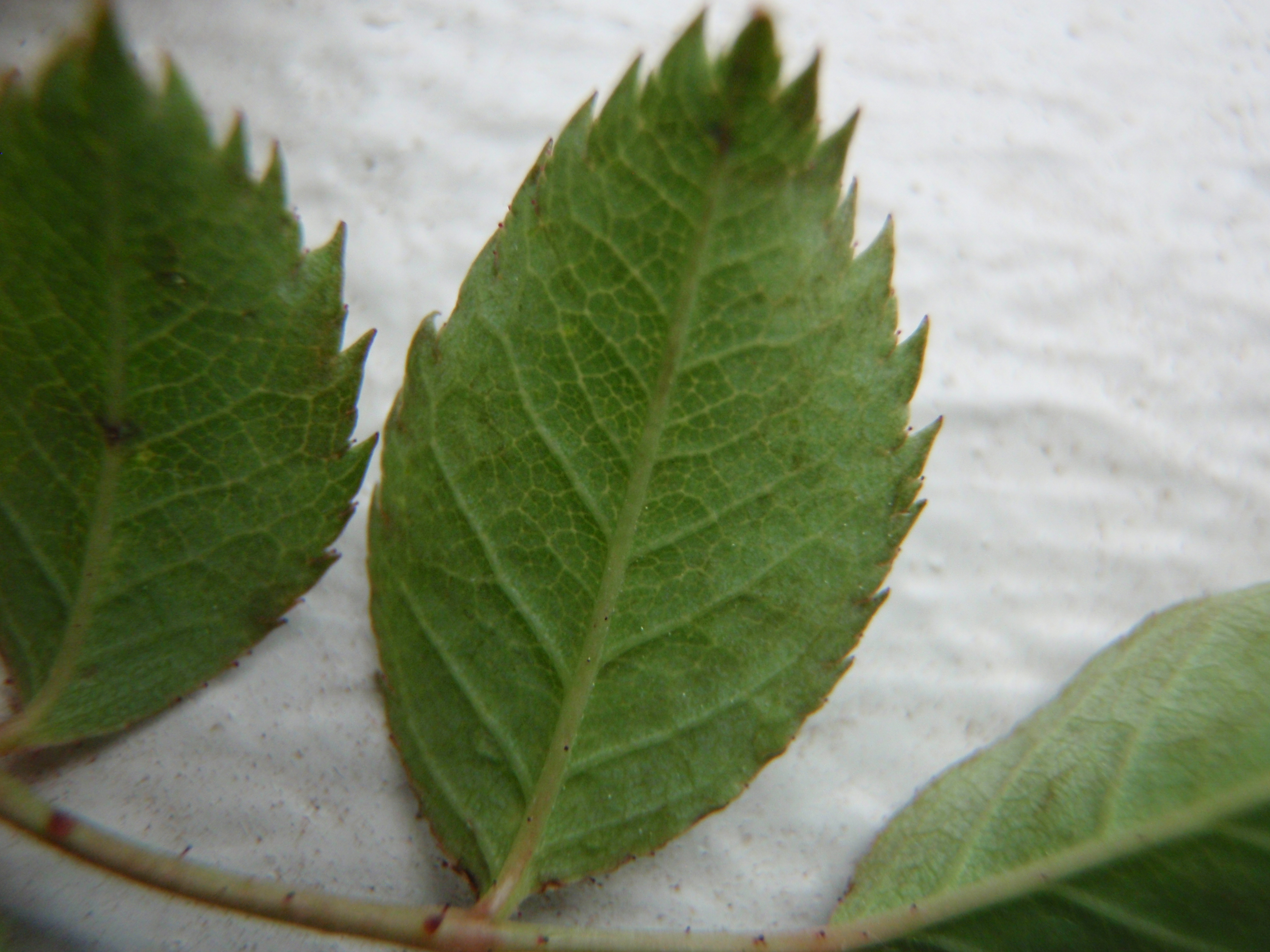
Achterkant blaadje
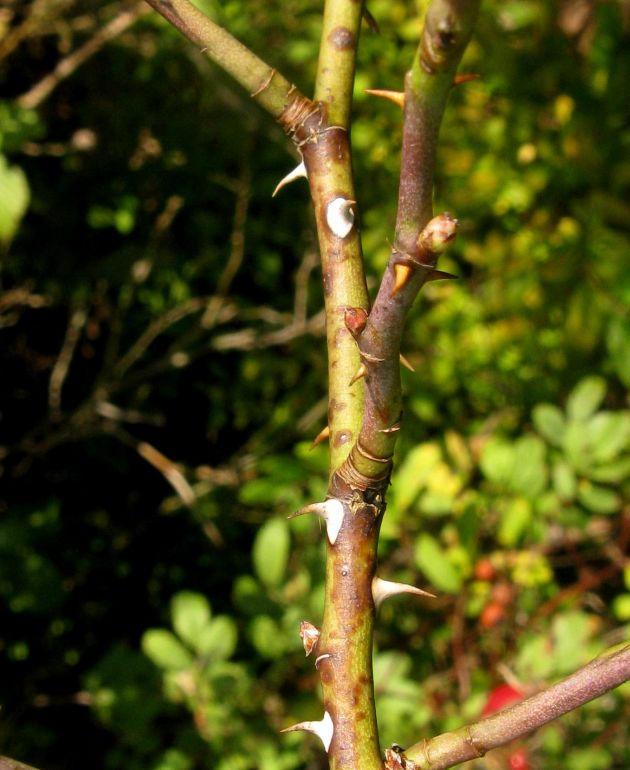
Stekels
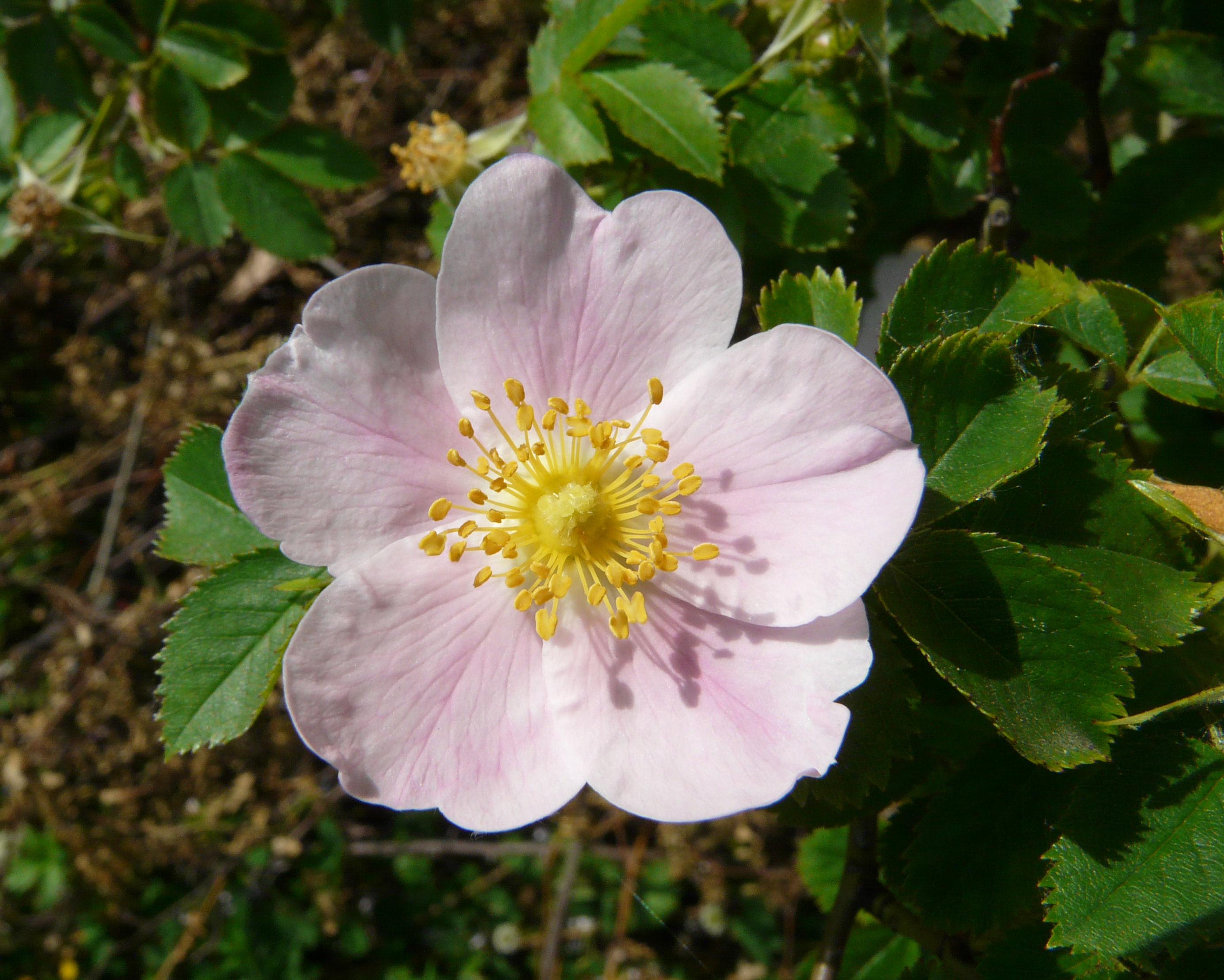
Bloem
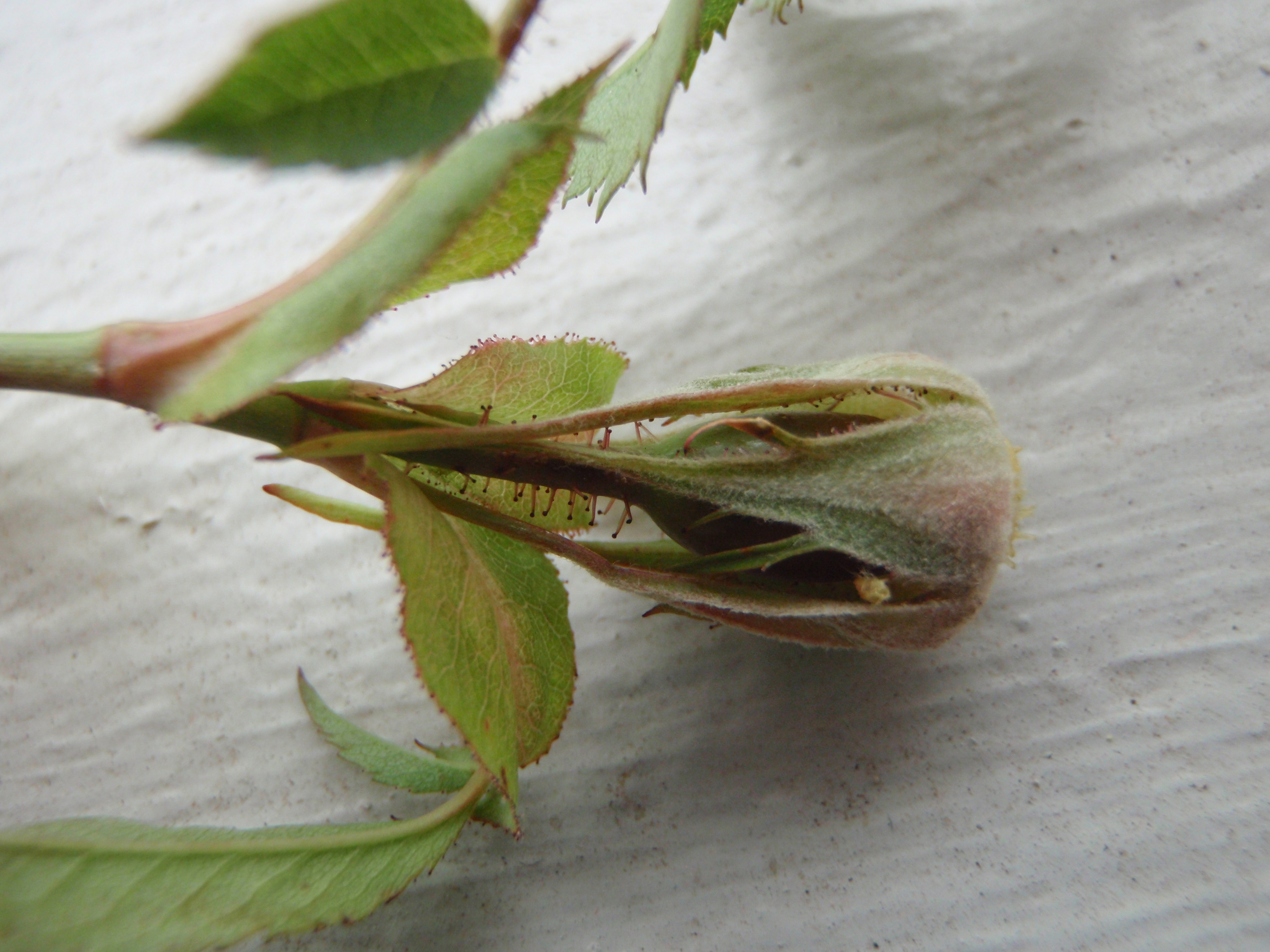
Kelkblaadjes
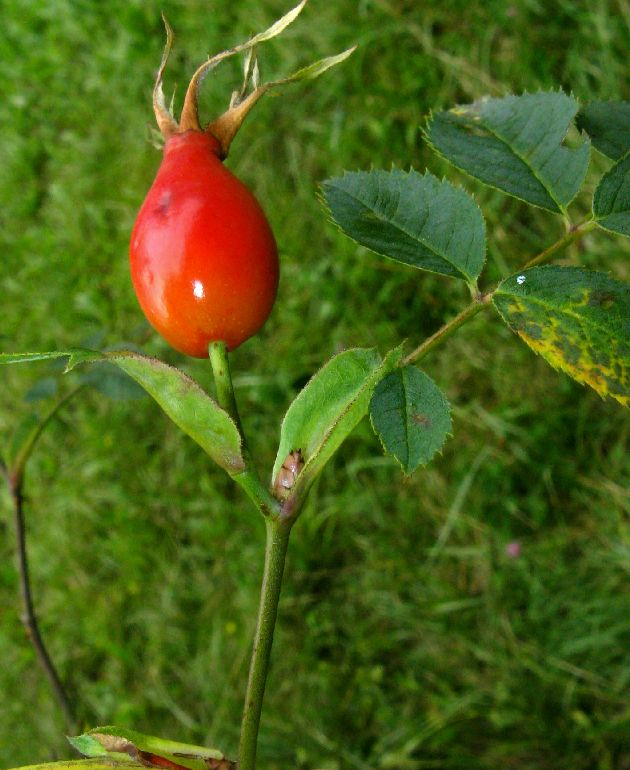
Rozenbottel

De kale struweelroos komt met name langs bosranden, in heggen en in struikgewas voor.

## Namen in andere talen
- Duits: Vogesen-Rose, Blaugrüne Rose
- Engels: Glaucous Dog Rose
- Frans: Rosier des Vosges, Rosier des fourrés, Eglantier bleu cendré